# جائزة فرنسا الكبرى للدراجات النارية 1992
جائزة فرنسا الكبرى للدراجات النارية 1992 هو سباق دراجات نارية أقيم بتاريخ 19 يوليو 1992. كان الجولة العاشرة من أصل 13 في سباق الجائزة الكبرى للدراجات النارية موسم 1992. فاز الأمريكي وين ريني بفئة 500 سي سي بينما جاء الأسترالي واين غاردنر في المركز الثاني وحصل على المركز الثالث الأمريكي جون كوسينسكي.

## وصلات خارجية
- الموقع الرسمي